# Jeanette Wagner
Jeanette Wagner (* 1968 in Heidelberg) ist eine deutsche Filmregisseurin und Drehbuchautorin.

## Leben
Wagner studierte Medienberatung und anschließend Regie an der Deutschen Film- und Fernsehakademie Berlin. Für ihren Abschlussfilm Liebeskind wurde sie 2006 auf dem Filmfestival Max Ophüls Preis für den Max-Ophüls-Preis nominiert, die Hauptdarstellerin Anna Fischer wurde als Beste Nachwuchsschauspielerin ausgezeichnet.
Unter dem Pseudonym Josephine Mint schrieb Wagner gemeinsam mit Miriam Sachs und Ulrike Molsen die Jugendbuch-Trilogie Smalltown Girls.

## Filmografie (Auswahl)
- 2005: Liebeskind (Regie und Drehbuch)
- 2010: Fremdgehen (Regie und Drehbuch)
- 2017: Herzkino: Ein Sommer im Allgäu (Regie) – TV-Film für das ZDF
- 2018: Herzkino.Märchen: Der Froschkönig (Regie)
- 2019: Herzkino: Ein Sommer an der Algarve (Regie und Drehbuch) – TV-Film für das ZDF[4]
- 2022: Klara Sonntag – Liebe macht blind (Regie)